# نیترودار کردن زینکه
نیترودار کردن زینکه (به انگلیسی: Zincke nitration) یک واکنش آلی است که در آن اتم برم در مولکول فنل با یک گروه نیترو جا یگزین می‌گردد و این عمل توسط واکنش ماده اولیهٔ فنلی با اسید نیترو یا سدیم نیتریت صورت می‌پذیرد. این واکنش الگویی از یک واکنش جایگزینی هسته دوستی آروماتیکی است. نام این واکنش برگرفته از شیمی‌دان آلمانی تئودور زینکه می‌باشد.
دو نمونه:
و:
واکنش نیتراسیون زینک نباید با واکنش زینک-سول یا واکنش زینکه اشتباه گرفته شود.